# Călinești-Oaș
Călinești-Oaș è un comune della Romania di 4 807 abitanti, ubicato nel distretto di Satu Mare, nella regione storica della Transilvania. 
Il comune è formato dall'unione di 4 villaggi: Călinești-Oaș, Coca, Lechința, Pășunea Mare.